# Берген-ауф-Рюген
Бе́рген-ауф-Рюген (нем. Bergen auf Rügen) — город в Германии, районный центр, расположен в земле Мекленбург-Передняя Померания.
Входит в состав района Рюген. Подчиняется управлению Берген-ауф-Рюген. Население составляет 14,2 тыс. человек (2009); в 2003 г. — 15,1 тысяч. Занимает площадь 41,77 км². Официальный код — 13 0 61 004.
Город подразделяется на 13 городских районов.

## Галерея

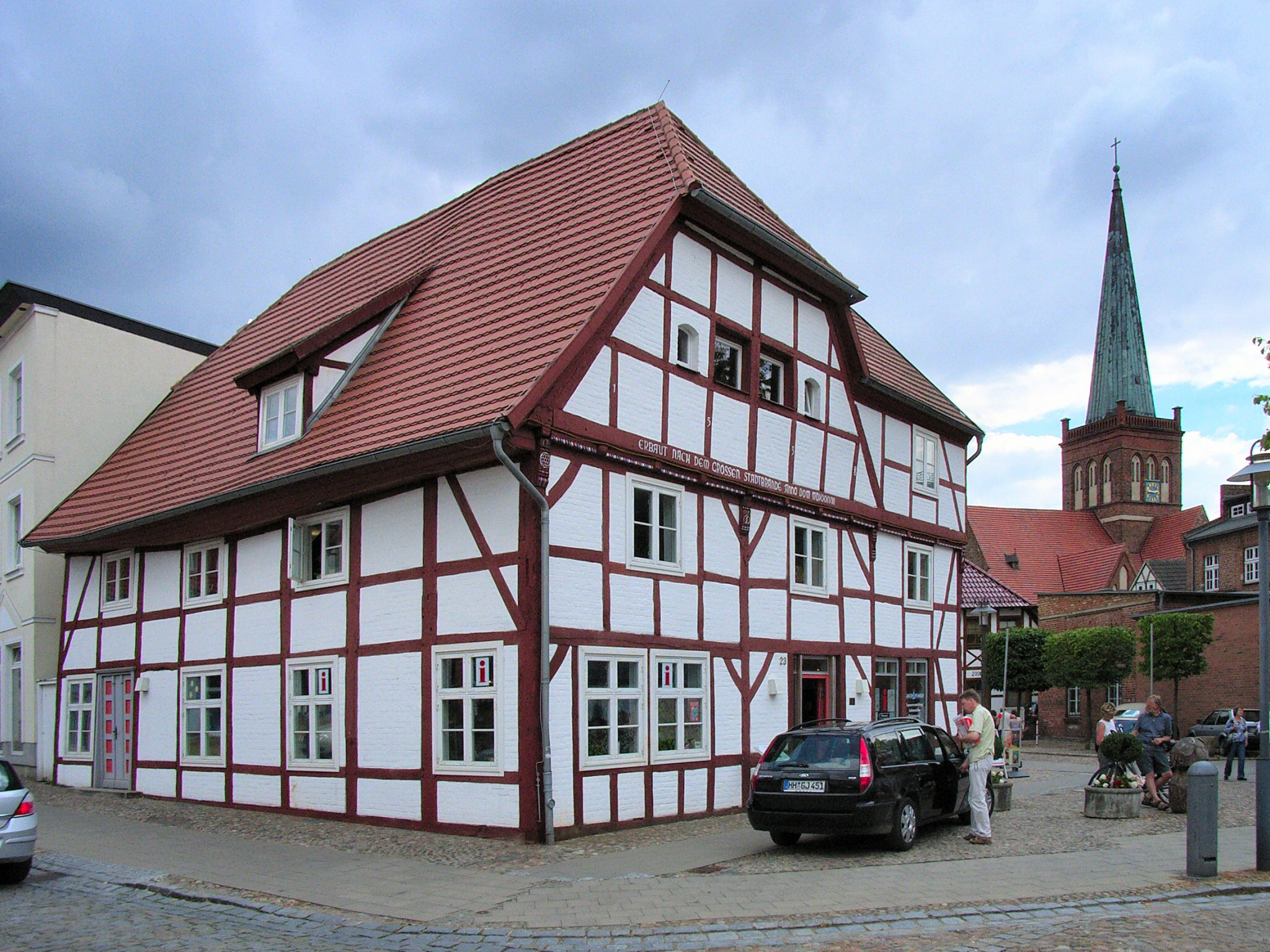
Самый старый (1538 г.) дом в Бергене-на-Рюгене, и позади церковь Святой Марии
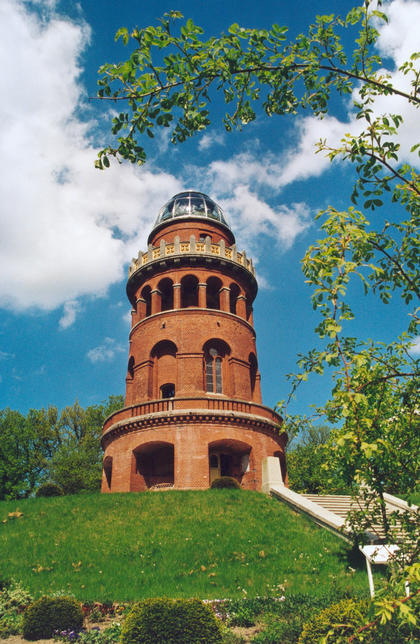
Башня имени Эрнста-Морица Арндта